# Angiotensine-converterend enzym 2

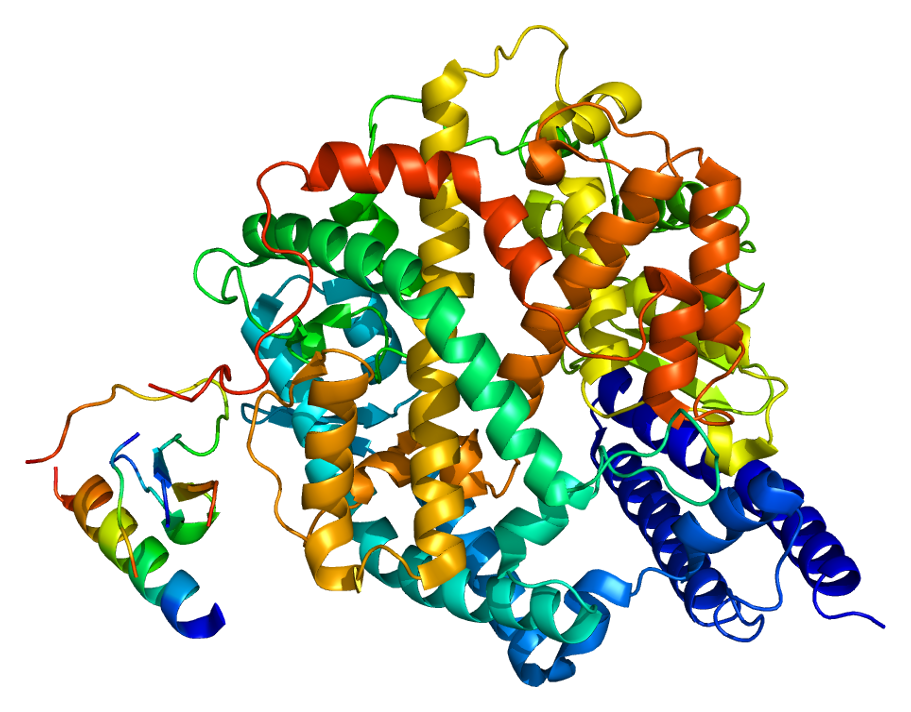

Angiotensine-converterend enzym 2, ook wel afgekort tot ACE 2 is een exopeptidase dat de omzetting van angiotensine I naar het oligopeptide angiotensine 1-9, of de omzetting van angiotensine II naar angiotensine 1-7 katalyseert. ACE 2 heeft directe invloed op functioneren van het hart en vaatstelsel. Het enzym bevindt zich dan ook voornamelijk in vasculaire endotheelcellen van het hart en de nieren.
De ACE 2-receptoren zijn in studies aangewezen als plek waar het SARSr-coronavirus mensen binnentreedt. Het coronavirus SARS-CoV-2 blijkt een 10 tot 20 keer hogere affiniteit om een verbinding aan te gaan met ACE 2 in vergelijking tot het SARS-CoV.